# Biên giới Nga - Trung Quốc
Biên giới Trung Quốc - Nga là ranh giới quốc tế giữa Nga và Trung Quốc (thành viên của CIS). Sau khi phân định cuối cùng được thực hiện vào đầu những năm 2000, nó có chiều dài là 4.209,3 km  và là biên giới quốc tế dài thứ sáu trên thế giới.
Biên giới Trung Quốc-Nga bao gồm hai phần không tiếp giáp: phần phía đông dài và một đoạn nhỏ ở phía tây.

## Mô tả

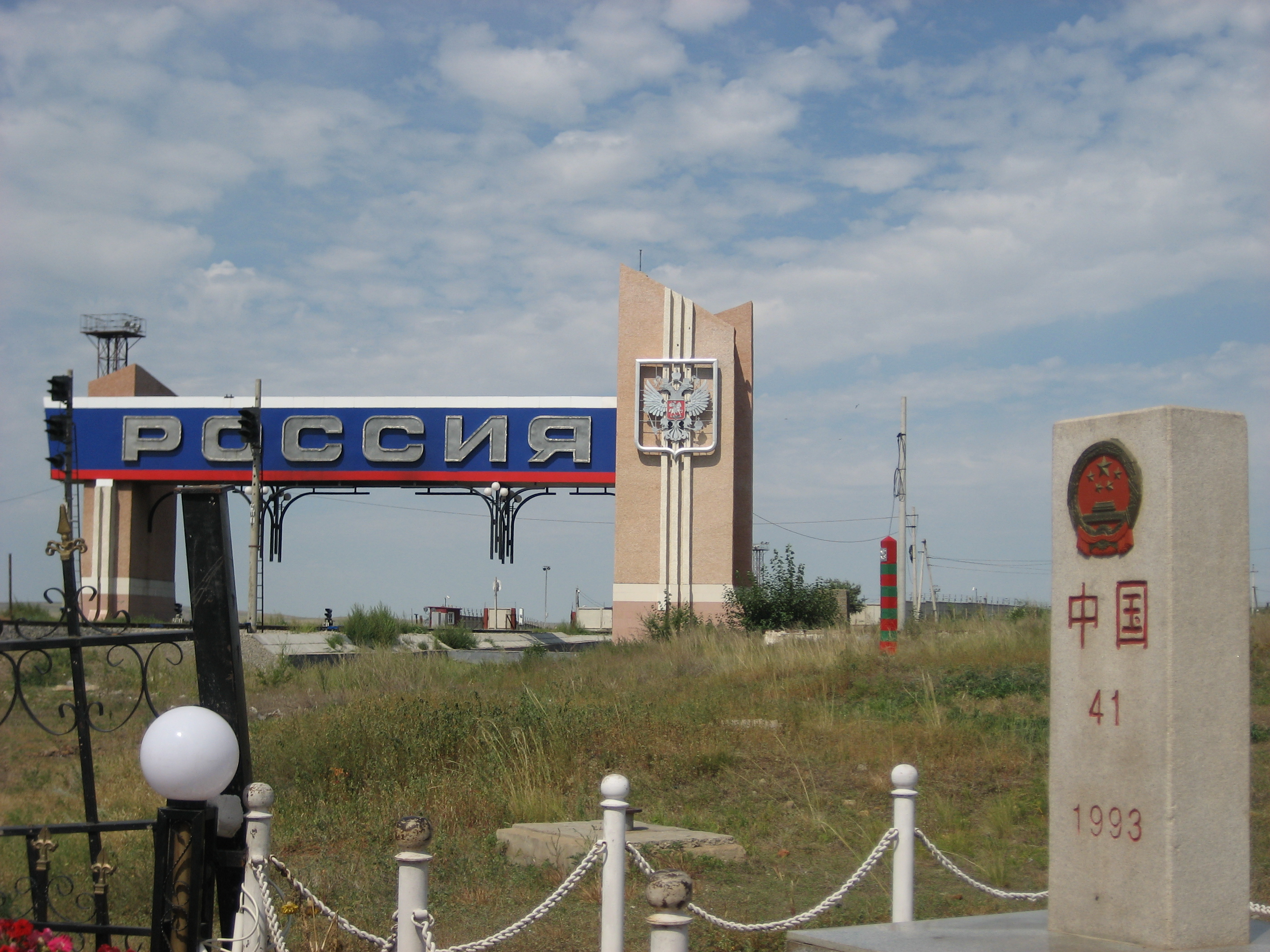
Cột mốc biên giới 2 quốc gia tại Mãn Châu Lý/Zabaykalsk

Phần biên giới phía đông dài hơn 4000 cây số. Theo ước tính chung được công bố năm 1999, nó đo được 4.195 kilômét (2.607 dặm). [2] Nó bắt đầu từ điểm biên giới 3 nước phía đông Trung Quốc - Mông Cổ - Nga (49°50′42,3″B 116°42′46,8″Đ / 49,83333°B 116,7°Đ), được đánh dấu bởi tượng đài biên giới Tarbagan-Dakh (Ta'erbagan Dahu, Tarvagan Dakh). Từ điểm biên giới 3 nước, đường biên giới chạy theo hướng đông-bắc, đến sông Argun. Biên giới nằm dọc theo sông Argun và Amur tới chỗ hợp lưu của sông Ussuri. Nó phân chia đảo Bolshoy Ussuriysky ở hợp lưu của hai con sông, và sau đó chạy dọc theo nam Ussuri. Biên giới đi ngang qua Hồ Khanka, và cuối cùng chạy về phía tây nam. Tuyến biên giới Trung Quốc - Nga kết thúc khi đến sông Đồ Môn là biên giới phía Bắc của Triều Tiên. Điểm cuối cùng của biên giới Trung Quốc-Nga, và điểm biên giới 3 nước Trung Quốc-Nga-Bắc Triều Tiên, ở tọa độ (42 ° 25'B 130 ° 36'Đ), chỉ cách sông vài dặm trước khi dòng sông chảy vào Thái Bình Dương, đầu kia của biên giới Triều Tiên-Nga.
Phần biên giới phía tây ngắn hơn (ít hơn 100 km) nằm giữa Cộng hòa Altai của Nga và Tân Cương của Trung Quốc. Nó chạy phần lớn trong khu vực có độ cao bao phủ bởi tuyết của dãy núi Altai. Điểm cuối phía tây của nó là điểm biên giới ba nước Trung Quốc-Kazakhstan-Nga, vị trí được xác định bởi thỏa thuận ba bên là tọa độ 49 ° 06'54 "B 87 ° 17'12" Đ, độ cao 3327 m. Phần cuối phía đông của nó là điểm biên giới phía tây của 3 nước Trung Quốc - Mông Cổ - Nga, ở trên đỉnh Tavan Bogd Uul (Mt Kuitun), tại tọa độ 49°10′13,5″B 87°48′56,3″Đ / 49,16667°B 87,8°Đ

## Lịch sử

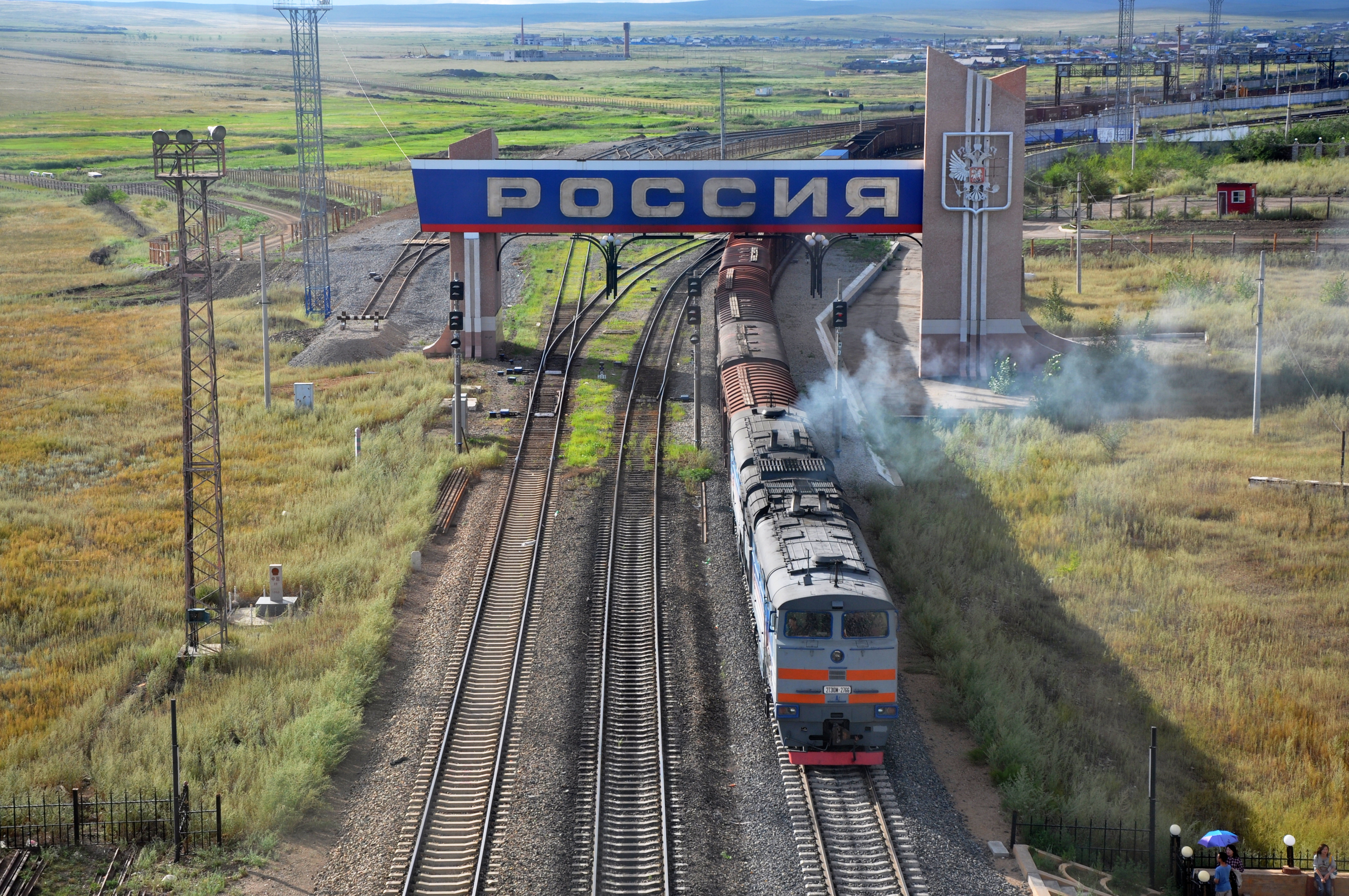
Một chuyến tàu đi qua biên giới từ Zabaykalsk ở Nga đến Mãn Châu Lý ở Trung Quốc. Biểu ngữ "Rossiya", Nga bằng tiếng Nga (tọa độ: 49 ° 37'49,24 "B 117 ° 20'20.68" Đ)

### Thời kỳ Sa hoàng (trước năm 1917)
Đường biên giới Trung-Nga hiện nay chủ yếu được Nga thừa kế (với những điều chỉnh nhỏ) từ Liên bang Xô viết, còn đường biên giới Trung-Xô về cơ bản giống như biên giới giữa Nga và nhà Thanh, được giải quyết bởi một số hiệp ước trong thế kỷ 17 đến thế kỷ 19. Dưới đây là danh sách các điều ước quan trọng về biên giới, cùng với chỉ dẫn về việc biên giới Trung-Nga ngày nay được chúng đặt ra:
- Hiệp ước Nerchinsk (1689) (đường biên giới dọc theo sông Argun)
- Hiệp ước Kyakhta (1727) (điều này phần lớn liên quan đến đường biên giới mà giờ đây là biên giới Mông Cổ-Nga)
- Hiệp ước Aigun (1858) (đường biên dọc theo sông Amur)
- Công ước Bắc Kinh (1860) (đường biên phía Nam của Khabarovsk ngày nay)
- Nghị định thư Chuguchak (1864) (phần phía tây của biên giới) [9]
- Hiệp ước Saint Petersburg (1881)

### Tuyến biên giới Trung-Xô (1917-1991)
Sau năm 1917, việc mở rộng lãnh thổ và chính trị của Nga, cũng như Trung Quốc, là dịp để tuyên bố chủ quyền lãnh thổ lẫn nhau:
Cuộc xung đột Trung-Xô (1929)
Xung đột Trung-Xô năm 1929 là một cuộc xung đột quân sự nhỏ giữa Liên Xô và quân phiệt Trương Học Lương của Trung Hoa Dân Quốc quanh tuyến đường sắt Mãn Châu Đông Trung Hoa.
Xung đột này là một cuộc chiến tranh ngắn và đẫm máu chiến đấu trên tuyến đường sắt phía đông Trung Quốc (CER) ở vùng Đông Bắc của Trung Quốc, được điều hành chung bởi Trung Hoa Dân Quốc và Liên bang Cộng hòa Xã hội chủ nghĩa Xô viết. Một cuộc chiến giới hạn hiện đại, nó chứng tỏ đay là cuộc đụng độ quân sự lớn nhất giữa Trung Quốc và một cường quốc phương Tây từng chiến đấu trên đất Trung Quốc. Hơn 300.000 binh lính, thủy thủ và phi công phục vụ trong chiến tranh, mặc dù chỉ có một phần tham gia vào cuộc chiến dữ dội. Thống chế trẻ Chang Hsueh-liang (Zhang Xueliang) dàn mười lăm lữ đoàn phối hợp chống lại Hồng quân, phần lớn quân đội của ông.
Cuộc xung đột là cuộc thử nghiệm lớn đầu tiên của Hồng quân Liên Xô được cải tổ - một quân đội được tổ chức theo lối chuyên nghiệp mới nhất - và kết thúc bằng việc huy động và triển khai 156.000 quân tới biên giới Mãn Châu. Kết hợp sức mạnh tích cực của Hồng quân và các đội biên phòng với việc triệu tập binh lính dự bị ở Viễn Đông, khoảng một phần năm lính Liên Xô đã được đưa đến biên giới, lực lượng chiến đấu lớn nhất của Hồng quân giữa chiến tranh nội chiến Nga (1917-1922) và khi Liên Xô gia nhập Thế chiến II.
Khi người Trung Quốc chiếm được tuyến đường sắt Đông Trung Quốc năm 1929, Liên Xô lập tức can thiệp quân sự, nhanh chóng chấm dứt cuộc khủng hoảng và buộc Trung Quốc chấp nhận phục hồi sự quản lý chung giữa Trung Quốc và Liên Xô đối với tuyến đường sắt.
Xung đột biên giới Trung-Xô (1969)
Cuộc xung đột biên giới Trung-Xô 1969 là một cuộc xung đột quân sự kéo dài bảy tháng giữa Liên bang Xô viết và Cộng hòa Nhân dân Trung Hoa vào thời điểm phân hóa Trung-Xô vào năm 1969. Mặc dù các cuộc đụng độ quân sự chấm dứt vào năm đó, các vấn đề cơ bản vẫn chưa được giải quyết cho tới năm 1991, Hiệp ước Biên giới Xô-viết được ký kết. Các vụ đụng độ biên giới nghiêm trọng nhất đã đưa hai nước cộng sản vào cuộc chiến xảy ra vào tháng 3 năm 1969 trong vùng lân cận của đảo Zhenbao (Damansky) trên sông Ussuri (Wusuli)
Được quân đội hóa mạnh mẽ sau khi Trung-Xô chia rẽ trong thập kỷ 50 và 60, đỉnh điểm là cuộc xung đột biên giới Trung-Xô năm 1969, biên giới dần dần mở từ năm 1982 cho phép trao đổi hàng hoá lại giữa hai nước. Trong khoảng thời gian từ năm 1988 đến năm 1992, thương mại biên giới giữa Nga và tỉnh Hắc Long Giang tăng gấp ba lần, với số lượng lao động hợp pháp của Trung Quốc ở Nga tăng từ 1.286 lên 18.905.

### Từ năm 1991
Những năm suy tàn của Liên bang Xô viết đã làm giảm căng thẳng trên biên giới Trung-Xô mà đã tăng cường mạnh mẽ trước đó. Trong những năm 1990-1991, hai nước đã đồng ý cắt giảm đáng kể lực lượng quân đội đóng tại biên giới.. Cho đến ngày nay người ta có thể tìm thấy nhiều cơ sở quân sự bị bỏ rơi ở các quận biên giới của Nga .
Mặc dù thương mại biên giới Trung-Xô đã được nối lại vào đầu năm 1983-85, nó chỉ tăng nhanh vào những năm 1990-1991; tỷ lệ thương mại xuyên biên giới tiếp tục gia tăng khi các nước cộng hòa của Liên Xô cũ trở thành các quốc gia riêng biệt. Để đáp ứng số lượng du lịch và thương mại cá nhân tăng lên, một số đường biên giới đã được mở lại. Vào đầu năm 1992, Trung Quốc công bố khuyến khích thương mại biên giới và tạo ra các khu kinh tế đặc biệt dọc theo biên giới Trung-Nga. Phần lớn nhất là ở Hồn Xuân.
Vào năm 1991, Trung Quốc và Liên Xô ký Thỏa ước Biên giới Trung-Xô nhằm khởi động quá trình giải quyết các tranh chấp biên giới bị đình trệ kể từ những năm 1960 và phân định rõ ranh giới biên giới Trung-Xô. Tuy nhiên, chỉ vài tháng sau Liên Xô tan rã, và bốn nước cộng hòa Xô viết cũ - Nga, Kazakhstan, Kyrgyzstan, và Tajikistan - thừa hưởng các phần khác nhau của biên giới Trung-Xô cũ. Giờ đây tùy theo họ để tiếp tục công việc điều chỉnh biên giới.
Phải mất hơn một thập kỷ để Nga và Trung Quốc giải quyết trọn vẹn các vấn đề biên giới và phân chia ranh giới. Ngày 29 tháng 5 năm 1994, trong chuyến thăm Bắc Kinh của Thủ tướng Chernomyrdin, một "Hiệp định về Hệ thống Quản lý biên giới Trung-Nga nhằm tạo thuận lợi cho thương mại biên giới và cản trở các hoạt động tội phạm" được ký kết. Vào ngày 3 tháng 9, một thỏa thuận phân định ranh giới đã được ký kết cho đoạn phía tây ngắn (55 km) của đường biên giới hai nước; việc phân định ranh giới của đoạn này đã được hoàn thành vào năm 1998.
Tháng 11 năm 1997, tại một cuộc họp ở Bắc Kinh, Tổng thống Nga Boris Yeltsin và Tổng Bí thư Đảng Cộng sản Trung Quốc, Chủ tịch nước Trung Quốc Giang Trạch Dân ký một thỏa thuận để phân định phần phía đông của biên giới dài hơn (trên 4000 km), phù hợp với các quy định của thỏa hiệp Trung-Xô năm 1991. 	
Vấn đề lãnh thổ chưa được giải quyết cuối cùng giữa hai nước đã được hòa giải theo Hiệp định bổ sung năm 2004 giữa Cộng hoà Nhân dân Trung Hoa và Liên bang Nga về Khu vực phía Đông ranh giới Trung Quốc-Nga. Theo thỏa thuận đó, Nga giao cho Trung Quốc một phần của hòn đảo Abagaitu, toàn bộ đảo Yinlong (Tarabarov), khoảng một nửa đảo Bolshoy Ussuriysky và một số hòn đảo lân cận. Điều này giải quyết tranh chấp biên giới giữa Nga và Trung Quốc, kể từ khi Nhật xâm lược Mãn Châu năm 1931. Các hòn đảo ở sông Amur cho tới khi đó được Nga quản lý và Trung Quốc tuyên bố chủ quyền. Sự kiện này được các nhà lãnh đạo của họ thực hiện nhằm mục đích thúc đẩy cảm giác hòa giải và hợp tác giữa hai nước. Việc chuyển giao này đã được cả Trung Quốc và Duma của Nga công nhận năm 2005. Lễ chuyển giao chính thức đã được tổ chức tại chỗ ngày 14 tháng 10 năm 2008.
Theo các phương tiện truyền thông Nga, những vấn đề chính ngày nay là việc di dân lao động bất hợp pháp của công dân Trung Quốc, việc công dân Trung Quốc buôn lậu và đánh cá bất hợp pháp ở Nga, cũng như việc xây cất tích cực của phía Trung Quốc nằm ở bờ Nam dòng sông, gây xói mòn.

## Quản lý biên giới
Cũng như nhiều biên giới quốc tế khác, một hiệp ước song phương tồn tại liên quan đến các phương thức hoạt động trong quản lý biên giới Trung Quốc-Nga. Thỏa thuận hiện thời hợp pháp đã được ký tại Bắc Kinh năm 2006.
Hiệp ước yêu cầu hai bên phải dọn dẹp cây trong một dải rộng 15 mét dọc theo biên giới (tức là cách đường biên giới ở mỗi bên của nó 7,5 mét) (Điều 6).
Cho phép vận chuyển dân sự trên các sông, hồ biên giới với điều kiện các tàu của mỗi nước ở phía bên phải của đường phân chia (Điều 9); các quy tắc tương tự áp dụng cho việc đánh bắt cá trong những khu vực này (Điều 10). Cơ quan chức năng của mỗi nước sẽ thực hiện các biện pháp thích hợp để ngăn chặn gia súc vượt qua nước kia và sẽ cố gắng bắt giữ và trả lại bất kỳ gia súc nào đi qua biên giới (Điều 17). Săn bắn sử dụng vũ khí bị cấm trong phạm vi 1000 m từ đường biên giới; thợ săn bị cấm vượt biên để theo đuổi một con vật bị thương (Điều 19).
Người bị giam giữ vì vượt biên bất hợp pháp phải được trả về nước của họ trong vòng 7 ngày kể từ khi họ bị bắt giữ (Điều 34).